# Referendos sobre a adesão à Rússia dos territórios ocupados da Ucrânia (2022)

Regiões da Ucrânia que a Rússia reivindica, em setembro de 2022.

Considerando que as forças russas ocuparam parte do território da Ucrânia após a invasão russa de 2022, as autoridades pró-Rússia propuseram referendos para a adesão à Rússia. As datas propostas para esses eventos foram instáveis devido às batalhas em curso, perda de território que a Rússia havia conquistado anteriormente e segurança tênue. Anteriormente, em 11 de setembro, após a contra-ofensiva ucraniana, havia sido anunciado que esses referendos seriam adiados “indefinidamente”.
Em 20 de setembro, as autoridades da República Popular de Donetsk (RPD), da República Popular de Lugansk (RPL), bem como as Administrações Civis-Militares dos Oblasts de Kherson e Zaporíjia anunciaram que um referendo sobre a adesão à Rússia seria realizado de 23 a 27 Setembro de 2022.

## Organização
A preparação dos referendos e a formação de uma nova imagem da Rússia após a anexação dos territórios ucranianos foram confiadas ao primeiro chefe adjunto da administração presidencial, Sergei Kiriienko.
Os referendos foram organizados pela Administração para Assuntos de Segurança do Conselho do Estado Russo sob a liderança de Aleksander Kharichov, um colaborador próximo de Kiriienko. A votação foi supervisionada diretamente pelo deputado de Kharichov, Boris Rappoport, que é considerado um gestor de crise e especializado em campanhas eleitorais problemáticas, e desde 2014, juntamente com Vladislav Surkov, está envolvido nos assuntos da RPD e RPL. O tecnólogo chefe e coordenador do referendo foi o Vice-Governador da Sevastopol, Sergei Tolmachev.
De acordo com Meduza, as autoridades russas planejaram realizar referendos sob o slogan "Junto com a Rússia" (apareceu na campanha no Oblast de Zaporíjia, e um fórum com o mesmo nome foi realizado em Kherson). O grupo IMA-Consulting, associado ao primeiro chefe adjunto da administração presidencial, Aleksei Gromov, foi responsável pelos preparativos da campanha para o referendo.

## Repúblicas Populares de Donetsk e Lugansk
Militantes na República Popular de Donetsk e na República Popular de Lugansk declararam independência da Ucrânia em 2014. Separatistas pró-russos realizaram referendos de independência em maio de 2014, embora a Rússia não os tenha anexado. A Rússia planeja realizar referendos nas partes ocupadas de Donetsk e Luhansk. A partir de julho de 2022, a Rússia se preparava para realizar esses referendos em setembro.

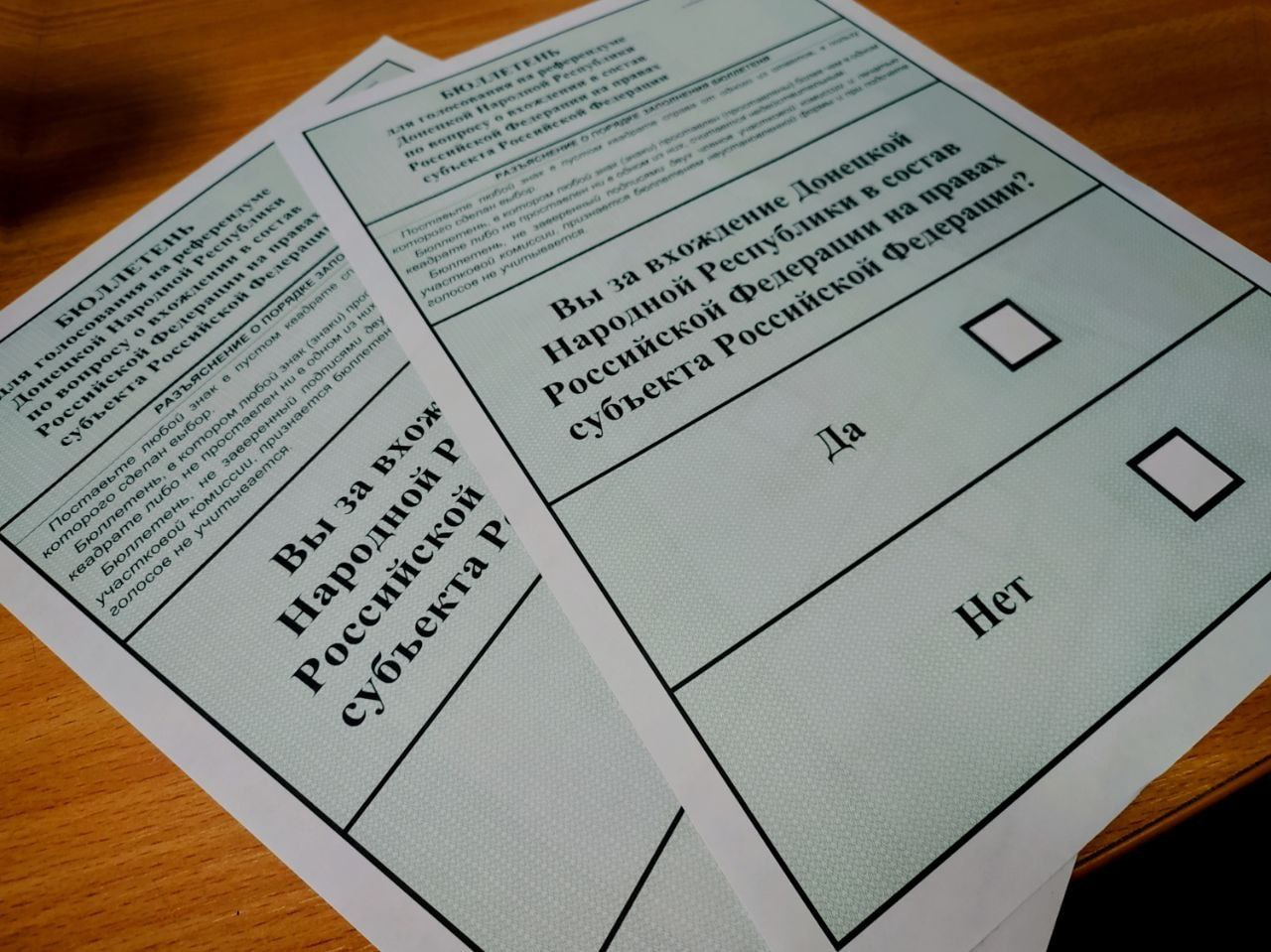
Votos para o referendo na República Popular de Donetsk.

Em 19 de setembro, as câmaras públicas das Repúblicas Populares de Donetsk e Lugansk apelaram a seus chefes de Estado com um pedido para realizar "imediatamente" um referendo sobre a adesão à Rússia. Em breve, a Duma Federal anunciou que um referendo sobre a adesão da RPL à Rússia seria realizado no outono "em um futuro próximo".
Em 20 de setembro, o Conselho Popular da República Popular de Lugansk programou um referendo sobre a entrada da República na Rússia como súdito federal de 23 a 27 de setembro. Pouco tempo depois, o Conselho Popular da República Popular de Donetsk anunciou que o referendo sobre a entrada do RPD na Federação Russa seria realizado nas mesmas datas de 23 a 27 de setembro.

## Oblast de Kherson
Em 12 de março, funcionários ucranianos afirmaram que a Rússia planejava organizar um referendo em Kherson para estabelecer a "República Popular de Kherson", semelhante à República Popular de Donetsk e à República Popular de Lugansk. Sergey Jlan, vice-líder do Conselho do Oblast de Kherson, alegou que os militares russos chamaram todos os membros do conselho e pediram a colaboração deles. Mais tarde, naquele dia, o Conselho do Oblast de Kherson aprovou uma resolução declarando que o referendo proposto seria ilegal.
Em 11 de maio de 2022, Kirill Stremousov, chefe adjunto da Administração Civil-Militar de Kherson, anunciou sua disponibilidade para enviar ao Presidente Vladimir Putin um pedido de adesão do Oblast de Kherson à Federação Russa, e notou que não seria criada nenhuma "República Popular de Kherson" ou referendos sobre este assunto. Comentando estas declarações, o Secretário de Imprensa de Putin, Dmitri Peskov, disse que esta questão deveria ser decidida pelos habitantes da região e que "estas decisões fatídicas devem ter uma base legal absolutamente clara, uma justificação legal, ser absolutamente legítimas, como foi o caso da Crimeia".
Em junho de 2022, Stremousov, em uma mensagem de vídeo no canal Telegram, disse que o Oblast de Kherson começou a se preparar para um referendo de adesão à Rússia. O referendo deveria ser preparado pelo partido pró-Putin Russia Unida, mas os membros fugiram da região no final de julho depois que as forças ucranianas derrubaram a ponte da rodovia Antonovka. As autoridades da região ocupada do Oblast de Zaporíjia não descartaram a possibilidade de um referendo conjunto.
Em 5 de setembro, Stremousov anunciou que o referendo no Oblast de Kherson havia sido adiado por "razões de segurança". Em 7 de setembro, Andrey Turchak, secretário-geral do partido Rússia Unida, declarou que "seria correto e simbólico" realizar referendos na Ucrânia ocupada pela Rússia em 4 de novembro, Dia da Unidade da Rússia; Stremousov declarou que seriam feitos preparativos para essa data, "mesmo que este referendo esteja pronto para ser realizado agora mesmo".
Em 20 de setembro, Vladimir Saldo, Chefe da Administração Militar-Civil do Oblast de Kherson, anunciou que o referendo sobre a entrada do Oblast de Kherson  na Rússia será realizado de 23 a 27 de setembro.

### Resultados
Segundo os números divulgados pela filial regional de Kherson da Comissão Eleitoral Central, 87,05% dos eleitores apoiaram a anexação à Federação Russa, com 12,95% contra, com uma participação de 76,86%.

## Oblast de Zaporíjia
Em julho de 2022, Ievgeni Balitski assinou uma ordem para que a Comissão Central Eleitoral de Zaporíjia começasse a investigar a possibilidade de um referendo para a região aderir à Federação Russa.
Em 8 de agosto de 2022, o chefe da Administração Militar-Civil do Oblast da Zaporíjia, Ievhen Balitskii, assinou uma ordem sobre a preparação da organização do referendo. Esta decisão foi apoiada por unanimidade por 1500 delegados do fórum do movimento "Estamos Juntos com a Rússia", que foi realizado no mesmo dia em Melitopol. Esta decisão foi apoiada pela Administração Civil-Militar. A data do referendo sobre a entrada da região de Zporíjia na Rússia será determinada "assim que sua segurança e liberdade de expressão forem garantidas", disse Vladimir Rogov, membro do conselho principal da administração regional, à mídia.
Em 11 de agosto de 2022, as autoridades da região ocupada expressaram seu desejo de realizar o referendo em 11 de setembro de 2022.
Em 26 de agosto de 2022, a Comissão Eleitoral para a preparação de um referendo iniciou seus trabalhos.
Em 22 de setembro, o Chefe da Administração Militar-Civil do Oblast da Zaporíjia, Evgeni Balitski, anunciou que o referendo sobre a entrada do Oblast da Zaporíjia na Rússia seria realizado de 23 a 27 de setembro.

### Resultados
Em 27 de setembro, funcionários russos da Comissão Central Eleitoral em Zaporíjia anunciaram que o referendo foi aprovado, com 93,11% dos votos a favor da adesão à Rússia. De acordo com os dados da comissão, o apoio à anexação foi de 90,01% na Região de Melitopol, enquanto em seu centro administrativo, Melitopol, foi de 96,78%.
Após a publicação dos resultados preliminares, Ievhen Balitskii, chefe da Administração Civil-Militar de Zaporíjia, declarou que planeja viajar para Moscou nos próximos dias para solicitar a admissão de Zaporíjia na Federação Russa.

## Possíveis consequências
Em 22 de setembro, o Vice-Presidente do Conselho de Segurança russo Dmitri Medvedev disse que qualquer arma no arsenal de Moscou, incluindo armas nucleares estratégicas, poderia ser usada para proteger os territórios anexados à Rússia a partir da Ucrânia. Ele também disse que os referendos organizados pelas autoridades separatistas instaladas na Rússia seriam realizados em grandes extensões do território ucraniano ocupado pela Rússia, e que não haveria "nenhum retorno". Medvedev disse que as repúblicas do Donbas e outros territórios "serão aceitos na Rússia" e que a mobilização também seria usada para proteger os territórios anexados.

## Reação internacional
- Alemanha: O Chanceler Olaf Scholz criticou a ideia de realizar tais referendos.[44]
- China: o Conselheiro de Estado e Ministro das Relações Exteriores Wang Yi disse que a soberania e a integridade territorial de todos os países devem ser respeitadas.[45]
- França: O Presidente Emmanuel Macron disse que o país não reconheceria os resultados dos referendos.[46]
- Índia: o Governo expressou apoio à soberania e integridade territorial da Ucrânia.[47]
- Cazaquistão: o Porta-voz do Ministério das Relações Exteriores Aibek Smadiyarov declarou que o país não reconhecerá os referendos, com base nos "princípios de integridade territorial dos Estados, sua equivalência soberana e coexistência pacífica".[48]
- Polônia: o Presidente Andrzej Duda declarou que os referendos não valem nada e que a Polônia não reconhecerá os resultados.[49]